# کرستی لینت
کرستی لینت (انگلیسی: Kirsty Linnett؛ زادهٔ ۲۴ سپتامبر ۱۹۹۳) بازیکن سابق فوتبال اهل انگلستان است که آخرین بار در پست مهاجم برای لیورپول بازی کرد.
وی همچنین در تیم‌های ملی فوتبال زیر ۱۷ سال زنان انگلستان, زیر ۲۰ سال زنان انگلستان، و زیر ۲۳ سال زنان انگلستان بازی کرده است.